# Jason McCaslin

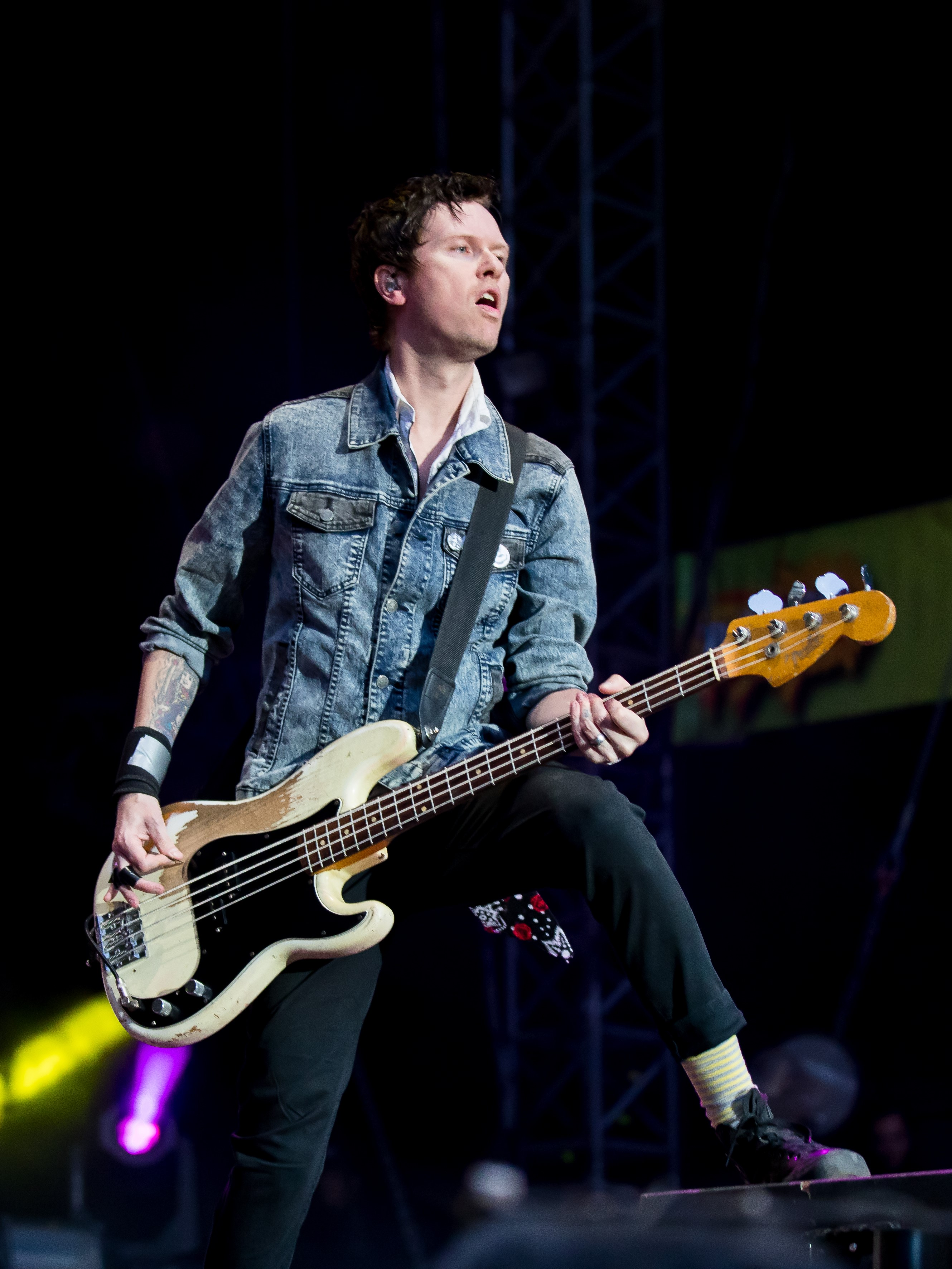
Jason McCaslin

Jason Paul McCaslin, född 3 september 1980 i North York, Ontario, Kanada är en kanadensisk musiker. Han är för närvarande basist och backupsångare i Sum 41. Hans smeknamn är Cone som han fick i skolan av Deryck Whibley eftersom han alltid åt en "cone"-glass (strutglass) till sin lunch.
Han började spela bas när han var 14 år, då han var med i ett grungeband tillsammans med några grannar. Detta band var kortlivat och oframgångsrikt. Han var den som sist gick med i Sum 41, i februari 1999 då han ersatte då Mark Spicoluk, som senare började i Avril Lavignes band. Det sägs att Cone var anledningen till att Sum 41 fick kontrakt med Island Records, vilket hände strax efter att Cone gått med. Och det gillar han att påminna dem om.
Cone spelar även i ett band vid sidan av Sum 41 vid namn The Operation M.D, som han bildade tillsammans med H20:s gitarrist Todd Morse.